# Ferruccio Amendola
Ferruccio Amendola (Torino, 22 luglio 1930 – Roma, 3 settembre 2001) è stato un attore, doppiatore e direttore del doppiaggio italiano.
È noto soprattutto per essere stato il doppiatore principale di Robert De Niro, Sylvester Stallone, Dustin Hoffman e Tomas Milian. Ha anche prestato la voce ad Al Pacino e Bill Cosby in alcune delle loro interpretazioni più importanti.

## Biografia

Ferruccio Amendola col figlio Claudio nel 1992

Figlio unico degli attori teatrali Federico Amendola e Amelia Ricci, entrambi romani,  e nipote del commediografo e sceneggiatore Mario Amendola. Ferruccio Amendola nacque a Torino il 22 luglio 1930 e si trasferì poi con la famiglia a Roma. Esordì in teatro a soli cinque anni, nella celebre compagnia milanese di Nino Besozzi e Armando Falconi. Recitò nel suo primo film appena tredicenne, Gian Burrasca di Sergio Tofano (1943) e iniziò presto a lavorare anche come doppiatore: il suo primo doppiaggio fu quello del piccolo Vito Annicchiarico in Roma città aperta, del 1945, anno in cui a settembre perse il padre, deceduto a 47 anni.
A partire dal 1968 si dedicò prevalentemente al doppiaggio, anche se portò avanti una discreta carriera come attore. Diventò noto al grande pubblico per una serie di spot televisivi negli anni ottanta e per alcuni sceneggiati televisivi di grande successo di cui fu protagonista, tra i quali Storia d'amore e d'amicizia col figlio Claudio Amendola, Quei trentasei gradini, Little Roma e Pronto soccorso.

### Il doppiaggio
Ferruccio Amendola inizia a lavorare come doppiatore alla fine degli anni '40 per la C.D.C. A causa di alcuni difetti di pronuncia viene relegato per diverso tempo a ruoli secondari come caratterista, finché non viene scelto da Mario Maldesi per doppiare Dustin Hoffman in Un uomo da marciapiede. Da allora diviene il doppiatore di molti attori celebri: oltre a Hoffman doppia ininterrottamente fino alla morte, con poche eccezioni, Robert De Niro e Sylvester Stallone.
Ha prestato la voce anche ad Al Pacino in alcuni dei suoi film più noti, tra cui la trilogia de Il padrino, Serpico e Scarface. Fu scelto da Tomas Milian perché lo doppiasse nei ruoli di Nico Giraldi ed er Monnezza e in altri poliziotteschi. Doppiò anche Bill Cosby nelle sit-com I Robinson e Cosby. Prestò inoltre la voce al cane Tequila nella serie televisiva Tequila e Bonetti.
Amendola rimase nella C.D.C. fino alla sua chiusura nel 1994, fondando poi la sua società Compagnia Doppiatori (oggi CD Cine Dubbing) nella quale ha lavorato fino alla morte.

### Vita privata

Ferruccio Amendola insieme a Rita Savagnone e i figli nel 1973

Si sposò con l'attrice e doppiatrice Rita Savagnone, da cui divorziò nel 1971 e dalla quale ebbe due figli: uno è Claudio Amendola, attore, conduttore televisivo e regista, che gli ha dato tre nipoti fra cui Alessia, attrice e doppiatrice; l'altro figlio è Federico, così chiamato in memoria di suo nonno, e divenuto direttore d'orchestra e musicologo attualmente docente al Conservatorio Alessandro Scarlatti di Palermo. 
Il figlio Claudio, nel libro "Ma non dovevate andà a Londra" (2024), che ha dedicato alla madre, ha raccontato che l'unica volta che ha sentito i suoi genitori dirsi "ti amo" è stato nel film New York New York di Martin Scorsese, dove lui doppiava Robert De Niro e lei Liza Minnelli. 
Sposò poi Patrizia, dalla quale ebbe Silvia.

### Morte
Morì a Roma il 3 settembre 2001 all'età di 71 anni a causa di un tumore alla gola che lo affliggeva da tempo. I funerali si sono celebrati il 6 settembre nella Chiesa degli artisti a piazza del Popolo la quale era gremita di gente e inoltre furono presenti alcuni volti del cinema e dello spettacolo; è sepolto nel loculo di famiglia presso il cimitero monumentale del Verano di Roma.

## Filmografia

### Cinema

Ferruccio Amendola (a sinistra) con Vittorio Gassman e Tiberio Murgia in una scena de La grande guerra (1959), di Mario Monicelli

Mario Castellani, Ferruccio Amendola, Totò e Gianni Bonagura in una scena della serie TV Tutto Totò, Totò yè yè (1967) di Daniele D'Anza

- Gian Burrasca, regia di Sergio Tofano (1943)
- 11 uomini e un pallone, regia di Giorgio Simonelli (1948)
- Avanzi di galera, regia di Vittorio Cottafavi (1954)
- Ridere! Ridere! Ridere!, regia di Edoardo Anton (1954)
- Le signorine dello 04, regia di Gianni Franciolini (1955)
- La regina delle piramidi, regia di Howard Hawks (1955) - non accreditato
- La ragazza di Via Veneto, regia di Marino Girolami (1955)
- Sette canzoni per sette sorelle, regia di Marino Girolami (1957)
- I dritti, regia di Mario Amendola (1957)
- La zia d'America va a sciare, regia di Roberto Bianchi Montero (1958)
- Napoli, sole mio!, regia di Giorgio Simonelli (1958)
- I prepotenti, regia di Mario Amendola (1958)
- Gagliardi e pupe, regia di Roberto Bianchi Montero (1958)
- Fantasmi e ladri, regia di Giorgio Simonelli (1959)
- Prepotenti più di prima, regia di Mario Mattoli (1959)
- La grande guerra, regia di Mario Monicelli (1959)
- La cento chilometri, regia di Giulio Petroni (1959)
- Simpatico mascalzone, regia di Mario Amendola (1959)
- La banda del buco, regia di Mario Amendola (1960)
- I due della legione, regia di Lucio Fulci (1962) - non accreditato
- Follie d'estate, regia di Edoardo Anton e Carlo Infascelli (1963)
- Vino, whisky e acqua salata, regia di Mario Amendola (1963)
- Il ladro di Damasco, regia di Mario Amendola (1964)
- Maciste gladiatore di Sparta, regia di Mario Caiano (1964)
- Viaggio di nozze all'italiana, regia di Mario Amendola (1966)
- Marinai in coperta, regia di Bruno Corbucci (1967)
- Riderà (Cuore matto), regia di Bruno Corbucci (1967)
- Tutto Totò, episodio Totò Ye Ye, regia di Daniele D'Anza (1967)
- Cuore matto... matto da legare, regia di Mario Amendola (1967)
- La vuole lui... lo vuole lei, regia di Mario Amendola (1968)
- Donne... botte e bersaglieri, regia di Ruggero Deodato (1968)
- Vacanze sulla Costa Smeralda, regia di Ruggero Deodato (1968)
- Lacrime d'amore, regia di Mario Amendola (1970)
- Tre tigri contro tre tigri, regia di Sergio Corbucci e Steno (1977)
- Chissà perché... capitano tutte a me, regia di Michele Lupo (1980)

### Televisione
- Lui e lei, regia di Vito Molinari - varietà televisivo (1956)
- La via del successo, regia di Vito Molinari - varietà televisivo (1958)
- Totò Ye Ye, regia di Daniele D'Anza - serie TV (1967)
- Se te lo raccontassi, regia di Bruno Corbucci (1968)
- È stata una bellissima partita, regia di Flaminio Bollini (1972)
- Processo per l'uccisione di Raffaele Sonzogno giornalista romano, regia di Alberto Negrin (1975)
- Extra, regia di Daniele D'Anza - miniserie TV (1976)
- Adua, regia di Dante Guardamagna (1981)
- Storia d'amore e d'amicizia, regia di Franco Rossi - miniserie TV (1982)
- Quer pasticciaccio brutto de via Merulana, regia di Piero Schivazappa - miniserie TV (1983)
- Quei trentasei gradini, regia di Luigi Perelli - miniserie TV (1984)
- Little Roma, regia di Francesco Massaro - serie TV (1987)
- Pronto soccorso, regia di Francesco Massaro - miniserie TV (1990)
- Pronto soccorso 2, regia di Francesco Massaro - miniserie TV (1992)

#### Carosello
Partecipò inoltre a numerose edizioni della rubrica pubblicitaria televisiva Rai Carosello:
- Nel 1957 per il Sunil della Lever-Gibbs, insieme a Nino Besozzi, Fanny Marchiò, Pina Bottin e Munaretto; per il detersivo OMO della Lever-Gibbs, insieme a Renato Rascel e Marco Tulli;
- Nel 1958, insieme a Walter Chiari e Giacomo Furia per il dopobarba Lectric Shave Williams
- Nel 1959, insieme a Nino Taranto e Giacomo Furia, per il formaggio Invernizzina e il Milione alla Panna della Invernizzi;
- Nel 1971, 1972 e 1973, insieme ad Anny Albert, Maria Pia Conte e Virginia Sabel, per il detergente per forni Fornet della Exportex-Overlay;
- Nel 1976 per le Confezioni Sanremo.

## Prosa radiofonica Rai
- Tre maschi e una femmina, commedia di Roger Ferdinand, trasmessa il 24 agosto 1950

## Doppiaggio

### Cinema
- Robert De Niro in Ciao America!, Hi, Mom!, Taxi Driver, Bronx, Indiziato di reato, Jacknife - Jack il coltello, Novecento, Re per una notte, Il cacciatore, C'era una volta in America (primo doppiaggio), New York, New York, Toro scatenato, Amanti, primedonne, Voglia di ricominciare, Prima di mezzanotte, Risvegli, Lo sbirro, il boss e la bionda, Quei bravi ragazzi, Frankenstein di Mary Shelley, The Untouchables - Gli intoccabili, Non siamo angeli, La notte e la città, Innamorarsi, Lettere d'amore, Cape Fear - Il promontorio della paura, Fuoco assassino, Sleepers, La stanza di Marvin, Cop Land, Jackie Brown, The Fan - Il mito, Heat - La sfida, Sesso & potere, Terapia e pallottole, Flawless, Men of Honor - L'onore degli uomini
- Tomas Milian in Milano odia: la polizia non può sparare, La polizia accusa: il Servizio Segreto uccide, Il giustiziere sfida la città, Roma a mano armata, Squadra antiscippo, Pazzi borghesi, Il trucido e lo sbirro, Squadra antifurto, Liberi armati pericolosi, Il cinico, l'infame, il violento, La banda del trucido, Messalina, Messalina!, Squadra antitruffa, La banda del gobbo, Il figlio dello sceicco, Squadra antimafia, Squadra antigangsters, Assassinio sul Tevere, Il lupo e l'agnello, Delitto a Porta Romana, Manolesta, Uno contro l'altro, praticamente amici, Delitto al ristorante cinese, Delitto sull'autostrada, Il diavolo e l'acquasanta, Delitto in Formula Uno, Delitto al Blue Gay
- Sylvester Stallone in Fuga senza scampo, Taverna Paradiso, Rocky II, I falchi della notte, Fuga per la vittoria, Rocky III, Rambo, Nick lo scatenato, Terrore in sala, Rocky IV, Rambo 2 - La vendetta, Cobra, Over the Top, Rambo III, Tango & Cash, Sorvegliato speciale, Rocky V, Oscar - Un fidanzato per due figlie, Fermati, o mamma spara, Demolition Man, Cliffhanger - L'ultima sfida, Lo specialista, Dredd - La legge sono io, Assassins, Daylight - Trappola nel tunnel, Hollywood brucia, La vendetta di Carter
- Dustin Hoffman in Un uomo da marciapiede, Il piccolo grande uomo, Cane di paglia, Chi è Harry Kellerman e perché parla male di me?, Alfredo Alfredo, Papillon, Tutti gli uomini del presidente, Vigilato speciale, Il segreto di Agatha Christie, Kramer contro Kramer, Tootsie, Terrore in sala, Morte di un commesso viaggiatore, Ishtar, Rain Man - L'uomo della pioggia, Sono affari di famiglia, Billy Bathgate - A scuola di gangster, Hook - Capitan Uncino, Eroe per caso, Virus letale, American Buffalo, Mad City - Assalto alla notizia, Sfera
- Al Pacino in Panico a Needle Park, Il padrino, Serpico, Il padrino - Parte II, Un attimo, una vita, ...e giustizia per tutti, Scarface, Revolution, Seduzione pericolosa, Dick Tracy, Il padrino - Parte III, Paura d'amare, Un giorno da ricordare
- Maurizio Arena in Vacanze a Ischia, La fuga, Er più - Storia d'amore e di coltello, Storia di fifa e di coltello - Er seguito d'er più, Il figlioccio del padrino, Per amare Ofelia, Colpo in canna, Storia de fratelli e de cortelli, Società a responsabilità molto limitata, Roma drogata la polizia non può intervenire
- Peter Falk in Pollice da scasso, Una strana coppia di suoceri, Il segreto della piramide d'oro, Una moglie, Zia Giulia e la telenovela, Un adorabile testardo
- Jim Brown in Buio oltre il sole, Quella sporca dozzina, Base artica Zebra, El Verdugo
- Simón Arriaga in Django, Navajo Joe, Che c'entriamo noi con la rivoluzione?
- Salvatore Borgese in Bluff - Storia di truffe e di imbroglioni, Pari e dispari, Chi trova un amico trova un tesoro
- Gérard Depardieu in Tre simpatiche carogne, La signora della porta accanto, Camille Claudel
- Michel Galabru in 6 gendarmi in fuga, Il gatto, Il piccione di piazza S. Marco
- Giampiero Littera in Marinai, donne e guai, Le signore, Colpo doppio del camaleonte d'oro
- Graham Stark in La Pantera Rosa colpisce ancora, Come una rosa al naso, Sulle orme della Pantera Rosa
- Robert Blake in I violenti, Mani sporche sulla città
- Emmanuel Cannarsa in Torino violenta, Tony, l'altra faccia della Torino violenta
- John Cassavetes in Mariti, Love Streams - Scia d'amore
- Gary Crosby in La moglie sconosciuta, Vacanze per amanti
- Bruno Ganz in La Marchesa von..., Nosferatu, il principe della notte
- Murray Hamilton in Furia d'amare, Lo strangolatore di Boston
- Cris Huerta in I quattro inesorabili, Storia di karatè, pugni e fagioli
- David Hess in La casa sperduta nel parco, Autostop rosso sangue
- Jean Lefebvre in Il re delle corse, Tre gendarmi a New York
- Walter Matthau in Un marito per Tillie, Prima pagina
- Mickey Rooney in Il capitano di lungo... sorso, Il principio del domino: la vita in gioco
- Aldo Sambrell in Un treno per Durango, I tre implacabili
- David Sheiner in Omicidio al neon per l'ispettore Tibbs, L'assassino di pietra
- James Woods in Best Seller, Salvador
- Vittorio Congia in Il ragazzo che sapeva amare, Amico, stammi lontano almeno un palmo
- Richard Alden in I canadesi
- Amidou in Occhio alla penna
- Robert Arthur in Cielo giallo
- Edward Asner in La vita corre sul filo
- Val Avery in Non si maltrattano così le signore
- Richard Bakalyan in L'incredibile furto di Mr. Girasole
- Martin Balsam in Cipolla Colt
- Sandy Baron in Birdy - Le ali della libertà
- Maurice Barrier in Lo Zingaro
- Dominic Barto in Anche gli angeli tirano di destro
- Alfie Bass in Alfie
- Noah Beery Jr. in La pistola sepolta
- Maurice Black in Piccolo Cesare
- Hans Christian Blech in I morituri
- Ernest Borgnine in Vivere da vigliacchi, morire da eroi
- Norman Bowler in Renegade - Un osso troppo duro
- Neville Brand in Tora! Tora! Tora!
- Charles Bronson in Sacro e profano
- Red Buttons in Il giorno più lungo
- Eduardo Calvo in Due maschi per Alexa
- Roberto Camardiel in Dio in cielo... Arizona in terra
- Godfrey Cambridge in Colpo grosso alla napoletana
- Peter Capell in Alla conquista dell'infinito
- Philip Carey in La nave matta di Mister Roberts
- Ron Carey in Un provinciale a New York
- Jacques Castelot in Le armi della vendetta
- Alec Cawthorne in Gli insospettabili
- Daniel Ceccaldi in Grandi manovre
- Cyril Chamberlain in Dottore a spasso
- Robert Charlebois in Un genio, due compari, un pollo
- René-Jean Chauffard in Papà, mammà, la cameriera ed io...
- James Coco in L'uomo della Mancha
- Bill Cosby in Ghost Dad - Papà è un fantasma
- Anthony Costello in Due occhi di ghiaccio
- Rupert Crosse in Boon il saccheggiatore
- Johan Cruijff in Il profeta del gol
- Charles Cyphers in Distretto 13 - Le brigate della morte
- Bobby Darin in La scuola dell'odio
- Charles Denner in Il poliziotto della brigata criminale
- Luis De Tejada in L'uomo dal pugno d'oro
- Ivan Dixon in Incontro al Central Park
- John Dodsworth in Il mostro magnetico
- Richard Domphe in Mondo candido
- Terry Downes in Sherlock Holmes: notti di terrore
- Charles Durning in Scherzare col fuoco
- George Dzundza in Nessuna pietà
- Clint Eastwood in Come prima... meglio di prima
- Herb Edelman in La strana coppia
- Anders Ek in Il settimo sigillo
- Russell Evans in La banda degli angeli
- Norman Fell in PT 109 - Posto di combattimento!
- Frank Finlay in I tre moschettieri
- Frederic Forrest in Un sogno lungo un giorno
- Barry Foster in La figlia di Ryan
- Robert Foxworth in Airport '77
- George Furth in Butch Cassidy
- Jean Gabin in L'angelo del male
- André Gabriello in Le tentazioni quotidiane
- Sancho Garcia in Per il gusto di uccidere
- Vincent Gardenia in Il grande racket
- Monty Garrison in Brillantina rock
- Ben Gazzara in Figlio mio, infinitamente caro...
- Gilbert Gil in Il delitto Dupré
- Jose Gonzales-Gonzales in Il boia
- Frank Gorshin in La spiaggia del desiderio
- Andy Granatelli in Un Maggiolino tutto matto
- Fernand Guiot in Il cervello
- Raimund Harmstorf in Lo chiamavano Bulldozer
- Paulo César Peréio in L'uomo della guerra possibile
- Phil Harvey in La cometa infernale
- Jacques Herlin in Per amore o per forza
- William Hickey in Un cappello pieno di pioggia
- Earl Holliman in Alla larga dal mare
- Bob Holt in Pomi d'ottone e manici di scopa
- Jimmie Horan in Amami teneramente
- David Huddleston in I due superpiedi quasi piatti
- John Hudson in I razziatori
- Jim Hutton in La nostra vita comincia di notte
- James Hyland in Mezzanotte a San Francisco
- Harry Jackson in La cometa infernale
- Claude Jarman in Tutto per tutto
- Lang Jeffries in La calata dei barbari
- David Jones in Ombre
- Freddie Jones in E la nave va
- Jacques Jouanneau in Non drammatizziamo... è solo questione di corna
- Charles Keane in L'uomo senza corpo
- Billy Kearns in Il processo
- Harvey Keitel in Due occhi diabolici
- Roy Kinnear in Come ho vinto la guerra
- Henri Labussière in La guerra dei bottoni
- John Lawrence in Una notte movimentata
- Chen Lee in Il mio nome è Shangai Joe
- Eddie Le Baron in La terza voce
- Christopher Lloyd in Ritorno al futuro
- Herbert Lom in Charleston
- Avon Long in La stangata
- Jack Lord in Il bandito nero
- Roger Lumont in Il cervello
- Thomas Lyons in Queimada
- Victor Maddern in Obiettivo Butterfly
- Claude Mansard in L'amante di 5 giorni
- Christian Marin in Calma ragazze, oggi mi sposo
- Steve Martin ne Il mistero del cadavere scomparso
- Paul Mazursky in Un uomo, una donna e una banca
- James McEachin in Brivido nella notte
- Jan Merlin in L'ovest selvaggio
- Hugh Millais in Images
- Scott Miller in I sette senza gloria
- Max Montavon in A briglia sciolta
- Kieron Moore in Arabesque
- Tony Mordente in West Side Story
- Antonio Moreno in La grande notte di Ringo
- Miki Morita in La buona terra (ridoppiaggio del 1967)
- Bill Mullikin in L'inferno è per gli eroi
- Anthony Newley in Le avventure di Oliver Twist
- Warren Oates in La calda notte dell'ispettore Tibbs
- Hugh O'Brian in Sally e i parenti picchiatelli
- Edmond O'Brien in Un tipo lunatico
- William O'Connell in Stazione luna
- Frank Oliveras in Gli invincibili dieci gladiatori
- Frank Orth in Buffalo Bill (ridoppiaggio del 1959)
- Cliff Osmond in Non per soldi... ma per denaro
- James Patterson in Ardenne '44, un inferno
- Steven Peck in Qualcuno verrà
- Julio Peña in Vivi o preferibilmente morti
- Brock Peters in I quattro dell'Ave Maria
- John S. H. Pettit in La tigre è ancora viva: Sandokan alla riscossa!
- Paul Picerni in Noi due sconosciuti
- Marc Platt in Oklahoma!
- Tom Reese in La più grande storia mai raccontata
- Elliott Reid in Letti separati
- Clive Revill in Che cosa è successo tra mio padre e tua madre?
- Don Rickles in I guerrieri
- Carlos Riquelme in Milagro
- Cliff Robertson in Una domenica a New York
- Edward G. Robinson in Confessioni di una spia nazista
- Lorenzo Robledo in Per un pugno di dollari
- Ric Roman in La donna delle tenebre
- Leonard Rossiter in L'incredibile affare Kopcenko
- Mickey Rourke in L'anno del dragone
- Harold Russell in I migliori anni della nostra vita (ridoppiaggio del 1973)
- José Sacristán in Pasqualino Cammarata... capitano di fregata
- Alan Scarfe in Maledetto sortilegio
- Peer Schmidt in Quei temerari sulle loro pazze, scatenate, scalcinate carriole
- John Schuck in M*A*S*H
- Ivan Sebastian in La lunga ombra del lupo
- Mickey Shaughnessy in Angeli con la pistola
- Martin Sheen in Cassandra Crossing
- Ron Silver in Timecop - Indagine dal futuro
- Mark Slade in Viaggio in fondo al mare
- G.D. Spradlin in Il giorno dei lunghi fucili
- Harry Dean Stanton in Rivolta a Fort Laramie
- John Stewart in Who? - L'uomo dai due volti
- Larry Storch in S.O.B.
- Donald Sutherland in Le cinque chiavi del terrore
- Clive Swift in Frenzy
- José Torres in Io e Dio
- Joe Turkel in Il massacro del giorno di San Valentino
- Rudy Vallee in Quando l'amore è romanzo
- Bill Vanders in Anche gli angeli mangiano fagioli
- Dick Van Patten in Pistaaa... arriva il gatto delle nevi
- Thanasis Vengos in Mai di domenica
- Gore Vidal in L'amaro sapore del potere
- Jacques Villeret in I segreti professionali del dr. Apfelglück
- Gary Vinson in Il frutto del peccato
- Peter Wayn in Il dubbio
- Patrick Wayne in Sentieri selvaggi
- Jack Weston in È ricca, la sposo e l'ammazzo
- Adam Williams in Intrigo internazionale
- Scott Wilson in Il grande Gatsby
- Steffen Zacharias in Lo chiamavano Trinità..., Sledge
- Karl Zarda in Operazione terzo uomo
- Anthony Zerbe in Costretto ad uccidere
- Enzo Andronico in Ku-Fu? Dalla Sicilia con furore
- Vito Annicchiarico in Roma città aperta
- Aldo Berti in Ramon il messicano
- Mario Brega in La parmigiana
- Paola Borboni in Bello come un arcangelo
- Vittorio Caprioli in Il Messia
- Antonio Cirelli in Proibito rubare
- Franco Citti in La legge dei gangsters
- Dante Cleri in Due cuori, una cappella
- Ninetto Davoli in Il maschio ruspante
- Umberto D'Orsi in Zingara
- Gabriele Ferzetti in Un uomo dalla pelle dura
- Giancarlo Fusco in Ku-Fu? Dalla Sicilia con furore
- Giovanni Gianfelice in Il commissario
- Alessandro Haber in Sotto il segno dello scorpione
- Jimmy il Fenomeno in Il medico della mutua
- Corrado Pani in Ancora una volta prima di lasciarci
- Luciano Pavarotti in Yes, Giorgio
- Mimmo Poli in Novelle licenziose di vergini vogliose
- Luciano Rossi in Django
- Vito Scotti in Il colonnello Von Ryan
- Alberto Sorrentino in Bertoldo, Bertoldino e Cacasenno
- Bud Spencer in Oggi a me... domani a te
- Sal Borgese in Chi trova un amico trova un tesoro
- Leopoldo Trieste in Reazione a catena
- Toni Ucci in Risate di gioia
- Daniele Vargas in Tre notti violente
- Marcel Bozzuffi in Sette cervelli per un colpo perfetto
- Guy Way in L'invasione degli ultracorpi
- Voce narrante in Tombstone, La battaglia di Algeri

### Televisione
- Bill Cosby in I Robinson, Cosby indaga, Cosby
- Bruno Cremer in La piovra 4, La piovra 5 - Il cuore del problema, La piovra 6 - L'ultimo segreto
- Brett Hadley in Febbre d'amore
- Pachi Armas in Manuela
- F. Murray Abraham in Marco Polo
- Duje Novakovic in Odissea
- Peter Fonda in Gli indifferenti
- Ian Holm in Gesù di Nazareth
- Christopher Lloyd in Alice nel Paese delle Meraviglie
- Gene Barry in La legge di Burke
- Carmine Caridi in Saranno famosi
- Derek McGrath in Il mio amico Ultraman
- Don Diamond  (quarta voce), Than Wyenn e Herschel Bernardi (una battuta) in Zorro (primo doppiaggio)
- Peter Wyngarde in Dipartimento S
- Daniel Gélin in Olga e i suoi figli
- Paul Eiding in Jarod il camaleonte
- Peter Falk in Colombo - (solo per l'episodio Riscatto per un uomo morto)
- Edward Herrmann in Alfred Hitchcock presenta
- Voce del cane Ari in Karine e Ari
- Voce del cane Tequila in Tequila e Bonetti
- Barney Phillips in Ai confini della realtà

### Film d'animazione e cartoni animati
- Gas in Cenerentola (ed. 1967)
- Yakkogashira No Kenroku in Robin e i 2 moschettieri e ½
- Tortuga in 20.000 leghe sotto i mari
- Pulcinella e Oste in Un burattino di nome Pinocchio
- Capi in Remi - Le sue avventure
- Turnebis in Asterix e Cleopatra
- Weaver in Z la formica
- Brom Bones in Le avventure di Ichabod e Mr. Toad - (episodio La leggenda della valle addormentata)
- Voce narrante in Wacky Races - (1ª voce)
- Cavallo del cattivissimo in West and Soda
- Raymond Babbitt nell'episodio $pringfield (5x10) in I Simpson
- Max in Yellow Submarine

### Videogiochi
- Joe Tanto in Driven[8]

### Direttore del doppiaggio
- Film: Susanna! (ridoppiaggio TV), Gilda (ridoppiaggio TV), La grande scrofa nera, Fuga senza scampo, Italia a mano armata, California, Lo chiamavano Bulldozer, Uno sceriffo extraterrestre... poco extra e molto terrestre, Occhio alla penna, Er più - Storia d'amore e di coltello, Chi trova un amico trova un tesoro, Renegade - Un osso troppo duro, Over the Top, Prima di mezzanotte, Rambo 2 - La vendetta, Sono affari di famiglia, Sorvegliato speciale, Sol levante, Salvador, Alba d'acciaio, Zia Giulia e la telenovela, Ritorno dal nulla, Un giorno da ricordare, Hollywood brucia, Jackie Brown, L.A. Confidential, Delitto perfetto, Payback - La rivincita di Porter, Terapia e pallottole, Echi mortali, Romeo deve morire, Men of Honor - L'onore degli uomini, La vendetta di Carter
- Film d'animazione: La meravigliosa, stupenda storia di Carlotta e del porcellino Wilbur
- Film Tv: Les cahiers bleu, Alice nel Paese delle Meraviglie, Ossessione d'amore
- Serie televisive: Tequila e Bonetti, Cosby indaga, The Visitor